# Colazza
Colazza là một đô thị ở tỉnh Novara ở vùng Piedmont của Ý, tọa lạc cách 100 km về phía đông bắc của Torino và khoảng 40 km về phía bắc của Novara. Tại thời điểm ngày 31 tháng 12 năm 2004, đô thị này có dân số 443 người và diện tích là 3,1 km².
Colazza giáp các đô thị: Ameno, Armeno, Invorio, Meina, và Pisano.